# Pempelia albicostella
Pempelia albicostella is een vlinder uit de familie snuitmotten (Pyralidae). De wetenschappelijke naam is voor het eerst geldig gepubliceerd in 1958 door Amsel.
De soort komt voor in Europa.